# Atchannou
Atchannou è un arrondissement del Benin situato nella città di Athiémé (dipartimento di Mono) con 8.033 abitanti (dato 2006).